# Welsh Journals Online
Welsh Journals Online (walisisch Cylchgronau Cymru) ist eine Volltextdatenbank, in der digitalisierte Ausgaben walisischer Zeitschriften bereitgestellt werden.
Die Informationen der Welsh Journals Online versorgen Forscher mit dem Zugang zu einer Auswahl von walisischen Zeitschriften aus dem 19., 20. und 21. Jahrhundert. Die Sammlung enthält eine Auswahl von 50 Titeln auf Walisisch und Englisch, einschließlich Veröffentlichungen der Wissenschaft und historischen Gesellschaften.
Das Projekt wurde begründet und ab 2007 durchgeführt von der National Library of Wales, dem Joint Information Systems Committee (JISC), dem Welsh Assembly Government und dem Wales Higher Education Libraries Forum (WHELF).